# Dipignano
Dipignano község (comune) Olaszország Calabria régiójában, Cosenza megyében.

## Fekvése
Cosenzától 13 km-re, a Crati völgyében fekszik, a megye déli részén. Határai: Carolei, Cosenza, Domanico, Mendicino és Paterno Calabro.

## Története
Első említése a 13. század elejéről származik.

## Népessége
A népesség számának alakulása:

## Főbb látnivalói
- Madonna della Catena-templom
- SS. Hecce Homo-szentély
- Santa Maria dell’Assunta-templom
- San Nicola-templom
- San Mauro-templom
- San Francesco-templom